# Weiskirchen (Saara)
Weiskirchen – miejscowość i gmina uzdrowiskowa w zachodnich Niemczech, w kraju związkowym Saara, w powiecie Merzig-Wadern.

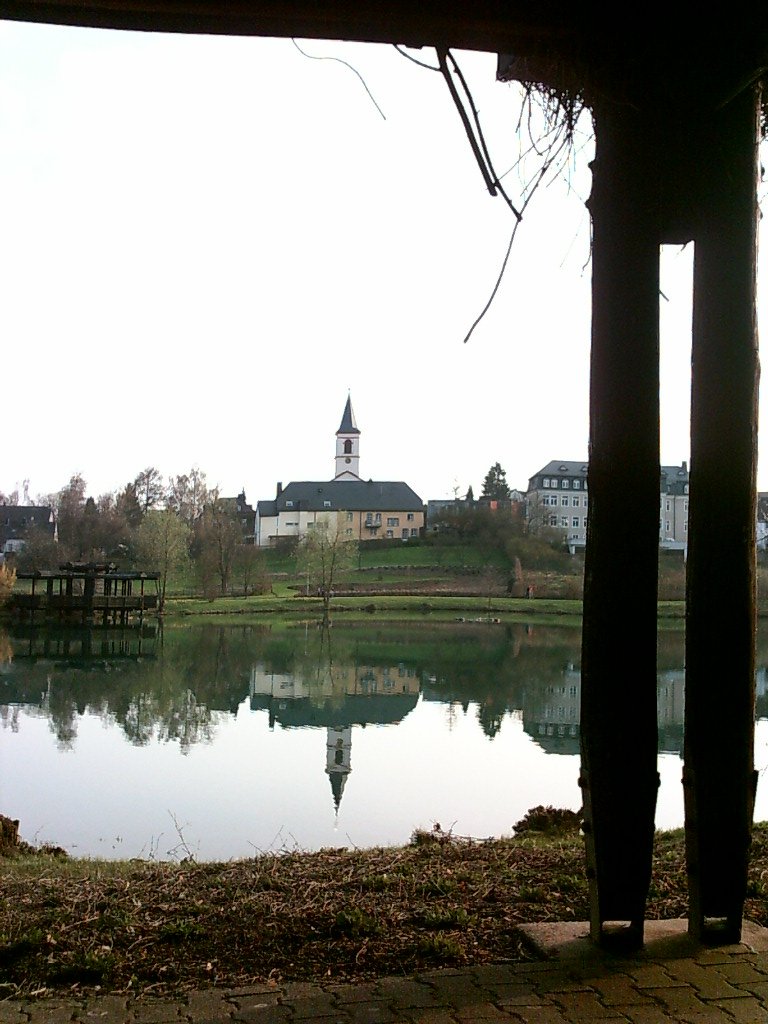
Weiskirchen

## Geografia
Gmina leży w Schwarzwälder Hochwald (najwyższy szczyt Schimmelkopf 694,8 m n.p.m.), nad rzeką Thailener Bach.
Gmina ma powierzchnię 33,64 km², zamieszkuje ją 6 398 osób (2010). 47,2% powierzchni gminy jest zalesiona, 37,6% użytkowana jest w rolnictwie, 7,5% stanowią zabudowania.
Weiskirchen położone jest ok. 38 km na północny zachód od Saarbrücken i ok. 50 km na południowy wschód od Luksemburga.

## Klimat
Opady w Weiskirchen wynoszą 1158 mm rocznie. Najwięcej opadów przypada w grudniu, najmniej zaś w kwietniu.

## Dzielnice
W skład gminy wchodzi pięć dzielnic: 
|  | Nazwa       | Powierzchnia (km²) | Ludność (2007) |
|  | ----------- | ------------------ | -------------- |
|  | Konfeld     | 2,40               | 1 114          |
|  | Rappweiler  | 7,65               | 1 641          |
|  | Thailen     | 3,55               | 1 305          |
|  | Weierweiler | 6,69               | 210            |
|  | Weiskirchen | 13,33              | 2 258          |

## Historia
Pierwsze ślady ludzkie na terenach gminy pochodzą z młodszej epoki kamienia. W XIX w. odkryto 3 kopce pochodzące z okresu lateńskiego z darami grobowymi. Pierwsze wzmianki o Weiskirchen pochodzą z 1030. W 1974 pięć niezależnych gmin zostało połączonych w jedną.

## Polityka

### Wójtowie
- 1982–2002: Bernd Theobald, CDU
- 2002-obecnie: Werner Hero, CDU

### Rada gminy
Rada gminy składa się z 28 członków:
|      | CDU | SPD | GAL | Razem |
| 2004 | 16  | 9   | 3   | 28    |

## Współpraca
Miejscowość partnerska:
- Bourbonne-les-Bains, Francja - od 1997

## Zabytki i atrakcje
Gmina leży na terenie Parku Natury Saar-Hunsrück, przecina ją szlak turystyczny Saar-Hunsrück-Steigs i Saarland-Rundwanderweg.
Konfeld
- kościół parafialny z 1854–1857

Rappweiler
- kaplica z XVIII w.
- kaplica Maryjna z 1860
- kościół parafialny z 1870, rozbudowany w 1923

Weiskirchen
- tartak z 1850
- garbarnia z XVIII w. przebudowana w 1850
- stodoła z I. poł. XVIII w.
- dom przy Trierer Straße z I poł. XVIII w.
- dwa domy przy Bergstraße z XVIII w.
- kościół parafialny pw. św. Jakuba (St. Jakob) z 1830–1833
- plebania z 1750

## Komunikacja
Przez teren gminy nie przebiega żadna droga krajowa ani linia kolejowa. Ok. 6 km od Weiskirchen (w Losheim am See) znajduje się droga krajowa B268, ok. 12 km w przeciwnym kierunku biegnie autostrada A1 (zjazdy 137 i 138).

## Osoby

### urodzone w Weiskirchen
- Ferdi Behles (ur. 1929), polityk

### związane z gminą
- Heinrich Wilhelm Breidenfeld (ur. 1794, zm. 1875), organmistrz
- Helma Kuhn-Theis (ur. 1953), polityk
- Klaus Steinbach (ur. 1953), pływak, lekarz